# Šentilj v Slovenskih goricah
Šentilj v Slovenskih goricah je naselje, središče občine Šentilj.

## Lega
Šentilj leži v zahodnih  Slovenskih goricah, ob reki  Muri in ima okoli 1300 prebivalcev. Severno od  naselja je mednarodni mejni prehod. 

## Zgodovina
V Antiki je tod vodila rimska cesta proti  Flavii Solvi, ob kateri so bogata arheološka najdišča. Župnijska cerkev sv. Egidija se prvič omenja leta 1329. Leta 1532 so jo izropali Turki. Do leta 1784 je spadala v jareninsko župnijo. Sedanja klasicistična stavba je bila sezidana leta 1810. Marijin kip na glavnem oltarju je delo baročnega kiparja. V kraju je spomenik borcem za slovensko državo.